# Соколу де Кампије (Муреш)
Соколу де Кампије (рум. Socolu de Câmpie) насеље је у Румунији у округу Муреш у општини Козма. Oпштина се налази на надморској висини од 396 m.

## Становништво
Према подацима из 2002. године у насељу је живело 145 становника, од којих су сви румунске националности.